# Oliarus vafer
Oliarus vafer är en insektsart som beskrevs av Ronald Gordon Fennah 1949. Oliarus vafer ingår i släktet Oliarus och familjen kilstritar. Inga underarter finns listade i Catalogue of Life.